# Nikolaikirche (Dassow)

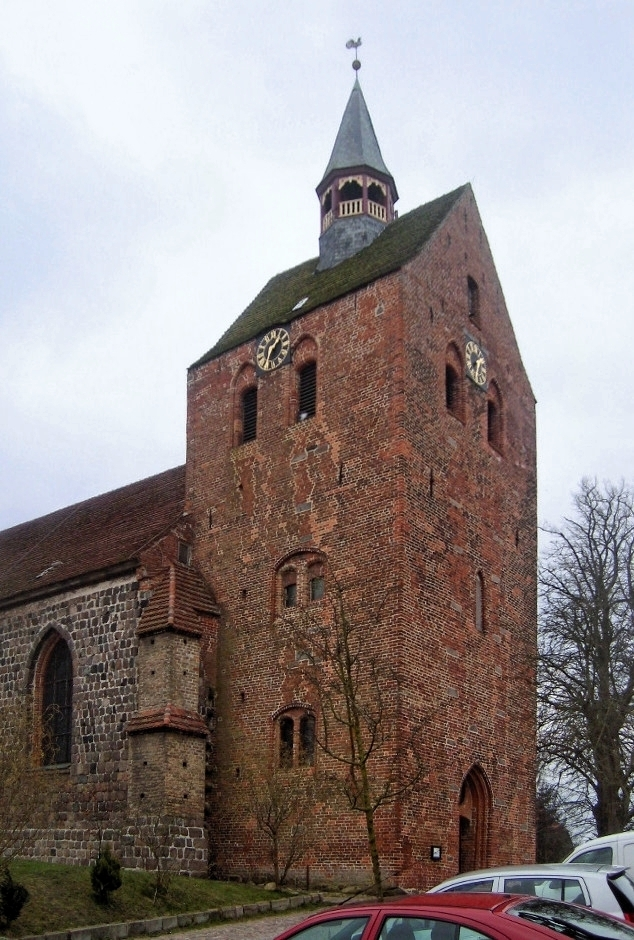
Nikolaikirche

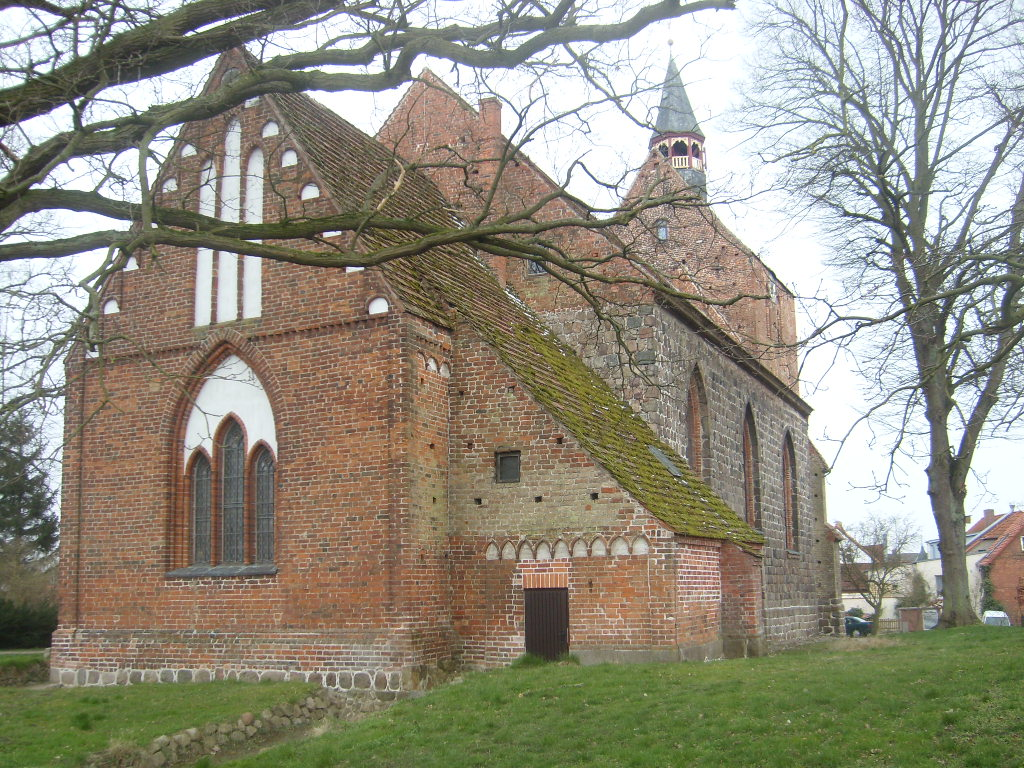
Kastenchor mit angebauter Sakristei

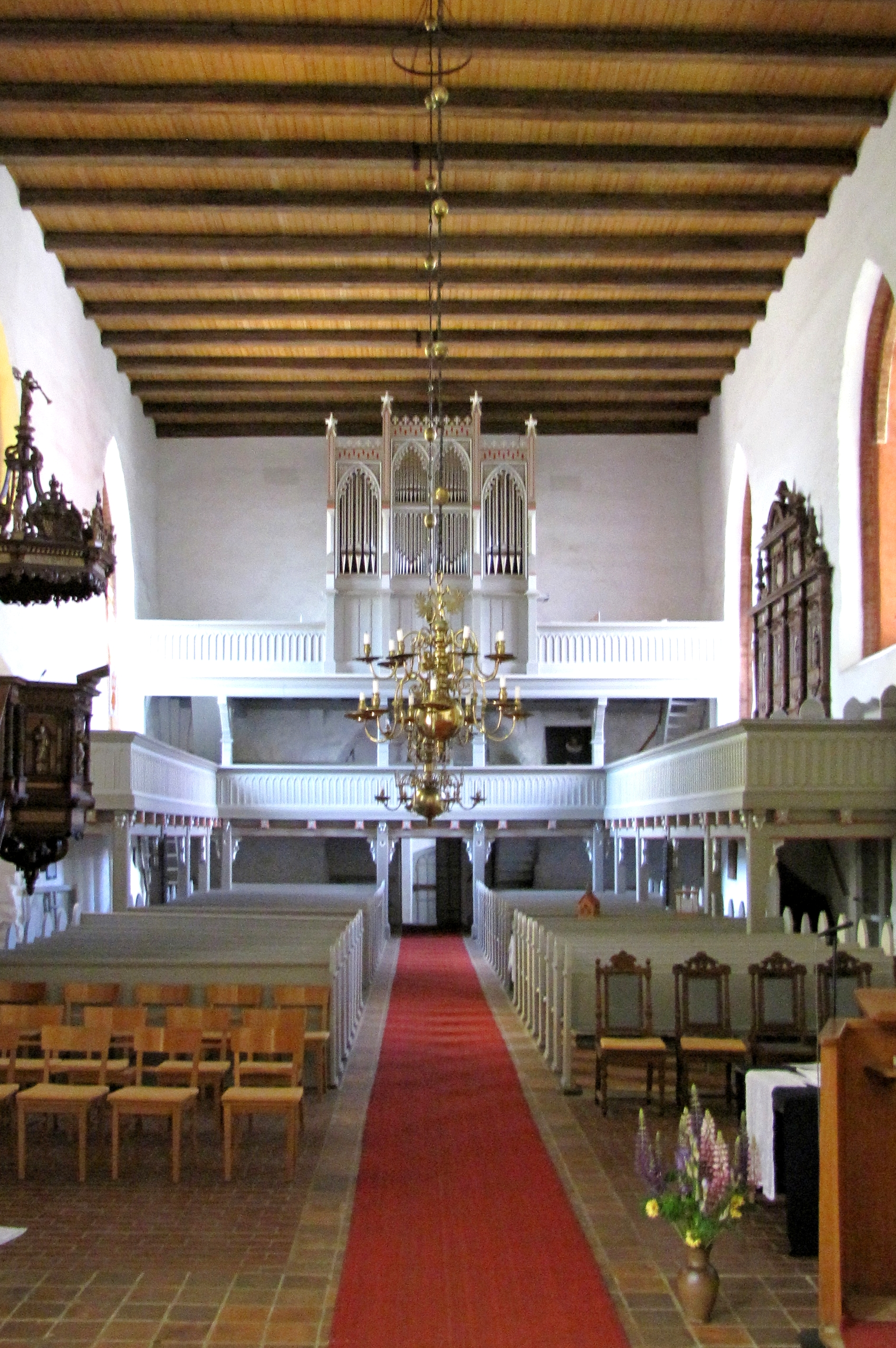
Blick zur Orgel

Die Nikolaikirche im Flecken Dassow ist eine der alten Dorfkirchen im Westen des Klützer Winkels. Die Gemeinde gehört zur Propstei Wismar im Kirchenkreis Mecklenburg der Evangelisch-Lutherischen Kirche in Norddeutschland.

## Geschichte
Die Nikolaikirche in Dassow unterstand im Gegensatz zu den anderen Dorfkirchen im Klützer Winkel während des Mittelalters nicht dem Archidiakonat des Propstes von Kloster Rehna, sondern direkt dem Propst am Sitz des Bistums Ratzeburg. Erste schriftliche Erwähnung fand die Kirche im Jahre 1230 im Ratzeburger Zehntregister des Bistums Ratzeburg. Um 1266 ist sie aufgrund einer Stiftung von Heinrich dem Pilger an den Einkünften des Ratsweinkellers in Wismar beteiligt. Das Patronat der Kirche lag allerdings seit 1339 aufgrund einer Überweisung durch Herzog Albrecht zu Mecklenburg beim weit entfernten Kloster Ribnitz und wurde von den Äbtissinnen dieses Klosters ausgeübt. Das Patronat verblieb dort über die Reformation hinaus bis 1632 und wurde erst dann mit dem sonstigen umfangreichen Besitz des Klosters durch Herzog Johann Albrecht II. zu Mecklenburg eingezogen.
Das Kirchenschiff der Nikolaikirche besteht aus behauenen Granitquadern. Die Kirche war über dem Schiff bis zu dem großen Brand von 1632 möglicherweise gewölbt, seither ist das Schiff nach oben von einer flachen Decke abgeschlossen. Der um eine Stufe zum Schiff erhöhte, etwas schmalere und etwas niedrigere Chor der Übergangszeit von der Romanik ist früh backsteingotisch und schließt, wie in dieser Gegend Mecklenburgs üblich, nach Osten gerade ab. Im Gegensatz zum Schiff ist er gewölbt. Der Turm stammt in den Anfängen auch aus der Zeit vor dem Brand 1632. Er erhielt dann ein einfaches Satteldach, das von dem als Ampel ausgeformten barocken Dachreiter bekrönt wird.
Entsprechend wurde die Nikolaikirche in den Jahren nach dem Dassower Stadtbrand vom 13. September 1632 von den Familien des mecklenburgischen Adels auf den umliegenden Gütern innen im Stil von Spätrenaissance und Frühbarock völlig neu ausgestattet.

## Ausstattung

### Altar und Kanzel
Altar und Kanzel stammen aus der Zeit des Wiederaufbaus nach dem Brand von 1632, sind aber noch ganz in Formen der Spätrenaissance gehalten. Der Altar wurde von Hartwig von Bülow († 1650) und seiner Frau Godel von Bülow (aus der Linie Wedendorf) auf Wieschendorf gestiftet und trägt deren Wappen. Er wurde im späten 19. Jahrhundert stark überarbeitet und holzsichtig gemacht. Die historistischen Altargemälde, die in der Predella eine Abendmahlszene und in sechs weiteren Bildern Leiden, Kreuzigung und Auferstehung Christi zeigen, stammen aus dieser Zeit und sind von dem Maler Griebe in Grevesmühlen gemalt worden.
Die Kanzel ist eine Stiftung der Familie von Bülow auf Harkensee. Auch sie wurde 1884 holzsichtig gemacht. Dabei wurden die Intarsien durch den Kunsttischler Petersen in Dassow im Geschmack der Zeit restauriert und ergänzt. Sie zeigt am Kanzelkorb Christus als Salvator Mundi mit den Aposteln Petrus (mit Schlüssel) und Paulus (mit Schwert) sowie Putti. Auf dem Schalldeckel ist das Allianzwappen der Bülows als Stifterwappen angebracht, umgeben von Putti, die die Leidenswerkzeuge Christi präsentieren.

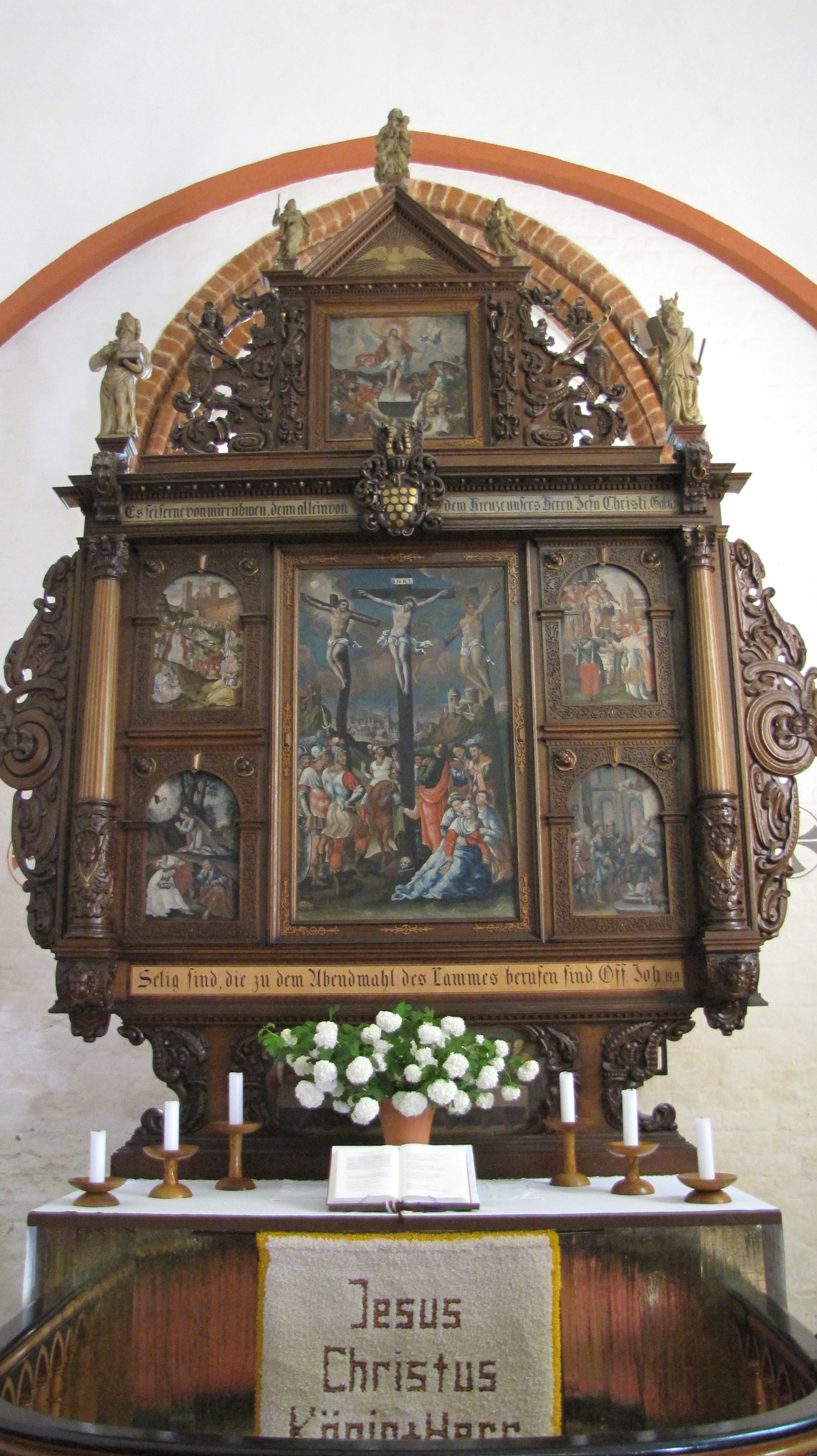
Altar
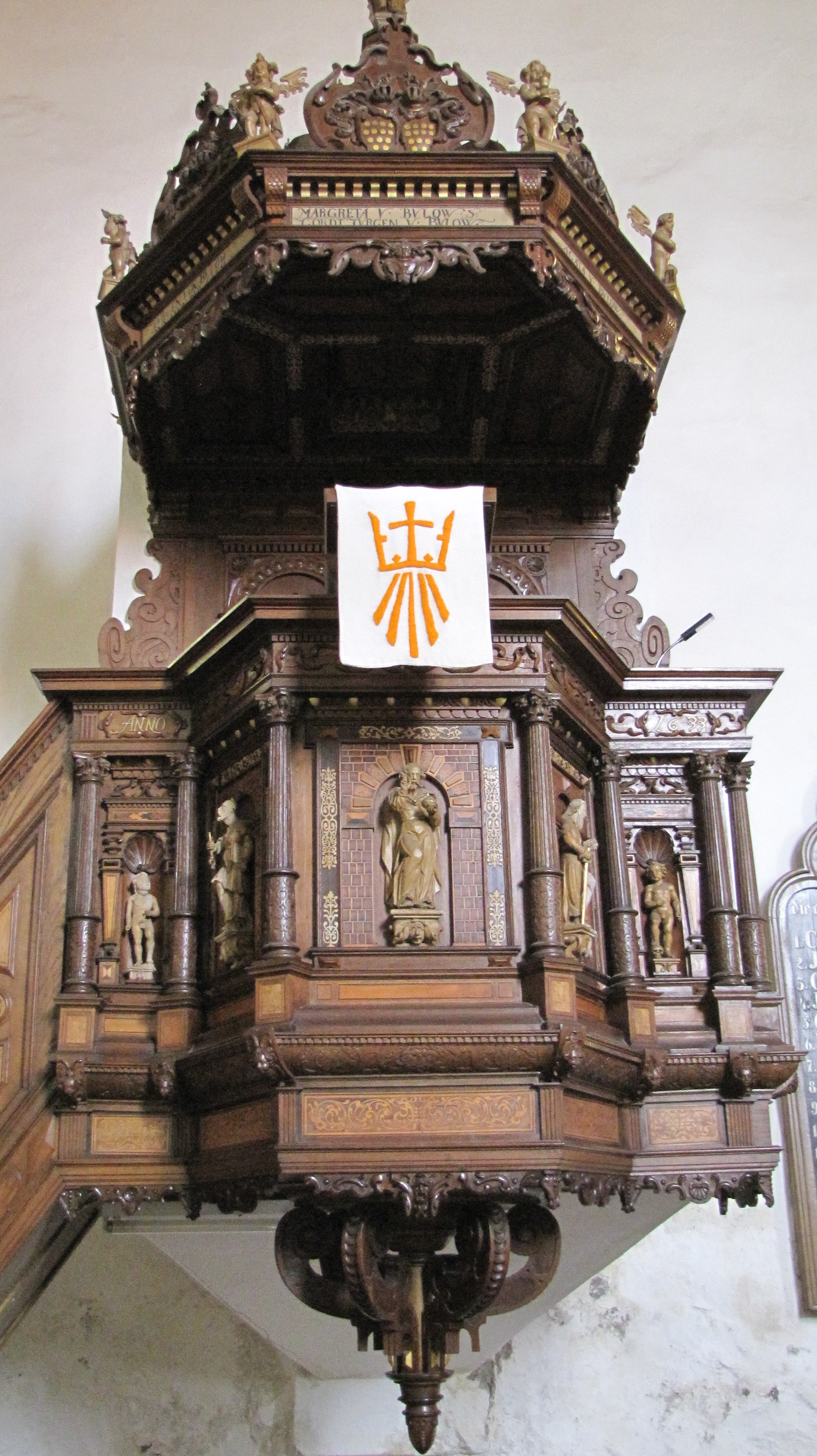
Kanzel

### Orgel
Die Orgel der Nikolaikirche in einem neugotischen Gehäuse wurde 1859 von Friedrich Friese III erbaut. Sie umfasst 14 Register auf zwei Manualen und Pedal.

### Glocken
Im Turm hingen lange drei Bronzeglocken. Die beiden größeren wurden im Rahmen des Wiederaufbaus der Kirche nach dem Brand von 1633 durch Arent Kleinmann gegossen. Die dritte Glocke goss Adam Plauer 1769. Heute befindet sich im Turm noch eine der 1633 gegossenen, reich mit Traubendolden, Lilien und Blättern verzierten Glocken.

## Pastoren
- Carl Griewank (1829–1856)

## Gemeinde
Die Gemeinde ist Teil der Region Grevesmühlen der Propstei Wismar im Kirchenkreis Mecklenburg der Nordkirche.
Eingepfarrt waren historisch die Ortschaften bzw. Güter Vorwerk, Kaltenhof, Lütgenhof, Prieschendorf, Seedorf, Holm, Wilmstorf, Wieschendorf, Benckendorf, Johannstorf, Volkstorf, Pötenitz, Rosen-
hagen, Harkensee und Havekost.
Heute zählen dazu neben Dassow Barendorf, Benckendorf, Feldhusen, Flechtkrug, Harkensee, Holm, Johannstorf, Kaltenhof, Lütgenhof, Pötenitz, Prieschendorf, Rosenhagen, Schwanbeck, Volkstorf, Wieschendorf und Wilmstorf.

## Sonstiges
An der Kirche befindet sich eine Höhenmarke des Ur-Nivellements (1868–1918) der Königlich Preußischen Landesaufnahme mit der damaligen Höhe von 19,207 m über Normal-Null.